# Осевая формула тепловоза и электровоза
Пояснения относительно предназначения различных видов осей даны в статье Осевая формула паровоза.
Осевая формула тепловоза и электровоза — условное описание основных параметров экипажной части локомотива, описывающее количество, размещение и назначение осей.
В последние десятилетия осевая формула потеряла своё решающее значение при классификации локомотивов, как это было в эпоху паровозов.

## Способы записи осевых формул, применявшиеся в СССР

### На начальном этапе развития
На начальном этапе развития тепловозо- и электровозостроения экипажная часть новых локомотивов мало отличалась от паровозной. Поэтому в те годы для описания экипажной части тепловозов и электровозов пользовались той же системой записи осевых формул, что и для паровозов. При этом для обозначения сцепных осей с индивидуальным приводом стали использовать знак «ноль» в нижнем индексе. Например, осевая формула тепловоза Ээл2, имеющего пять сцепных осей в жёсткой раме с индивидуальным приводом и по одной поддерживающей оси перед и позади группы сцепных осей, имела вид:
Осевые формулы появившихся вслед за тем локомотивов тележечной конструкции стали обозначаться аналогично паровозам дуплекс, триплекс и так далее. Формула состояла из нескольких групп (по числу тележек), каждая из которых описывала свою тележку, как отдельный экипаж. Между собой группы разделялись знаком «минус» (если тележки были независимыми) или знаком «плюс» (если тележки были шарнирно соединены между собой). Например, осевая формула электровоза СC11, экипажная часть которого состояла из двух сочленённых трёхосных тележек, имела вид:
Интересным примером можно считать осевую формулу тепловоза Щэл1 системы Гаккеля (его экипажная часть состоит из трёх сочленённых тележек, средняя из которых имела четыре сцепные оси, а две крайние — по три сцепные и одной направляющей оси; все сцепные оси с индивидуальным приводом):

### 1940-е годы
В 1940-е годы в написании осевых формул началась неразбериха. Электроподвижной состав описывался формулами, написанными по европейскому стандарту (стандарт UIC): вспомогательные оси обозначались цифрами, а ведущие оси — латинскими буквами. Например, осевая формула электровоза ПБ21 (три ведущих оси с индивидуальным приводом и по две направляющих оси впереди и сзади) приобрела вид:
Другие примеры осевых формул в стандарте UIC:
С осевыми формулами тепловозов дело обстояло ещё хуже. В одной таблице вперемешку могли встречаться как формулы, записанные по европейскому стандарту UIC (например, С0+С0), так и основанные на «паровозной» системе (например, 0-30+30-0). При этом, значение знака «ноль» в нижнем индексе разъяснялось особо.
Нередко случалась путаница в использовании знаков «плюс» и «минус» между осевыми формулами тележек. Так осевая формула тепловоза ТЭ1, экипажная часть которого состояла из двух независимых трёхосных тележек, записывалась следующим образом:
И это несмотря на то, что тележки не были связаны друг с другом и осевая формула должна была иметь вид:

### 1950-е годы
В 1950-е годы для записи осевых формул электровозов стала применяться та же система, что и для тепловозов.

### 1960-е годы
К середине XX века бегунковые и поддерживающие оси на тележечных локомотивах уже практически не применялись. Именно поэтому начиная с 1960-х годов при написании осевых формул обозначающие отсутствие вспомогательных осей нули стали опускать. Осевая формула типа:
видоизменилась сперва до вида:
а затем до:
Для многосекционных локомотивов первоначально пользовались теми же правилами, записывая общую осевую формулу всего локомотива, не делая различий между секциями. Так, осевая формула двухсекционного электровоза ВЛ8 (две сочленённые двухосные тележки под каждой секцией), имела вид:
Такая форма записи не давала полного представления о распределении тележек по секциям локомотива, а значит, не давала и возможности различать, например, двухсекционные с двумя тележками на секцию и односекционные четырёхтележечные локомотивы (например, тепловоз ТЭ136). Поэтому осевые формулы отдельных секций стали заключать в круглые скобки. Осевая формула того же электровоза ВЛ8 приобрела вид:
Поскольку осевые формулы отдельных секций, как правило, не отличаются друг от друга, на практике стала применяться упрощённая форма записи осевых формул многосекционных локомотивов:
При этом запись внутри скобок по указанным выше правилам описывает осевую формулу отдельной секции, а множитель перед скобками — число секций. Приведённый выше пример соответствует осевой формуле двухсекционного тепловоза 2ТЭ10, каждая секция которого опирается на две независимых трёхосных тележки.

### На современном этапе
Отечественная система записи осевых формул оказалась не достаточно проработанной. С её помощью невозможно описать многие разновидности экипажа, особенно если в них помимо ведущих осей присутствуют и вспомогательные (что иногда встречается на путевых машинах и специальном подвижном составе). Не удивительно, что в последние годы в отечественной литературе всё чаще стали встречаться осевые формулы, записанные по европейской системе.

## Европейская система записи осевых формул
Европейская система записи осевых формул (UIC) несколько отличается от российской. Применяется также для паровозов. Количество ведущих осей обозначается заглавной буквой латинского алфавита (для тепловозов и электровозов A=1, B=2, C=3, D=4), ведомые оси обозначаются цифрами. Латинская строчная буква «o» после заглавной буквы играет аналогичную роль цифры «ноль» в нижнем индексе советской формулы, но обозначает именно индивидуальный привод каждой оси (не ставится, если привод не индивидуальный). Помимо буквы «o», используются и другие строчные и заглавные буквы (как правило, для паровозов). Количество секций указывается цифрой перед скобкой.
При отсутствии того или иного вида осей в тележке соответствующая буква или цифра не ставится.

### Примеры записи осевых формул
В таблице приведены примеры осевых формул различных локомотивов, записанные по европейской системе.
| Локомотив       | Краткая характеристика экипажной части                                                                    | Осевая формула |
| --------------- | --- | -------------- |
| Мотовоз Муг/2   | две оси в жёсткой раме, оси механически соединены цепной передачей                                        | B              |
| Мотовоз ТУ2м    | две независимых двухосных тележки, оси тележек механически объединены спарниками                          | B-B            |
| Тепловоз ТУ2    | две независимых двухосных тележки, все оси имеют индивидуальный привод                                    | Bo-Bo          |
| Автомотриса АМ1 | две независимых двухосных тележки, одна — ведущая с карданной передачей между осями, вторая — ведомая     | B-2            |
| Тепловоз 2ТЭ10  | двухсекционный, под каждой секцией две независимых трёхосных тележки, все оси имеют индивидуальный привод | 2(Co-Co)       |

## Американская система записи осевых формул
Применяемая ныне в США система записи осевых формул, утверждённая Американской железнодорожной ассоциацией (AAR — Association of American Railroads), во многом похожа на европейскую, но несколько проще её. Так, в ней не используется знак «0» в нижнем индексе, указывающий на индивидуальный привод осей. То есть, в этой системе не делается различий между ведущими осями с индивидуальным приводом и механически связанными ведущими осями.
При отсутствии того или иного вида осей в тележке соответствующая буква или цифра не ставится.
Для разделения тележек используется знак «минус», для разделения секций — знак «плюс».

### Примеры записи осевых формул
В таблице приведены примеры осевых формул различных локомотивов, записанные по американской системе.
| Локомотив            | Краткая характеристика экипажной части                                                                                                   | Осевая формула |
| -------------------- | --- | -------------- |
| Мотовоз Муг/2        | две оси в жёсткой раме, оси механически соединены цепной передачей                                                                       | B              |
| Мотовоз ТУ2м         | две независимых двухосных тележки, оси тележек механически объединены спарниками                                                         | B-B            |
| Тепловоз ТУ2         | две независимых двухосных тележки, все оси имеют индивидуальный привод                                                                   | B-B            |
| Автомотриса АМ1      | две независимых двухосных тележки, одна — ведущая с карданной передачей между осями, вторая — ведомая                                    | B-2            |
| Тепловоз 2ТЭ10       | двухсекционный, под каждой секцией две независимых трёхосных тележки, все оси имеют индивидуальный привод                                | C-C+C-C        |
| Автомотриса FM OP800 | одна секция, две тележки: в первой (трёхосной) ведущая первая и последняя оси, средняя — ведомая, вторая (двухосная) — полностью ведомая | A1A-2          |